# Локманхеким, Дилара
Дилара Локманхеким (тур. Dilara Lokmanhekim, род. 18 апреля 1994, Анталья, Турция) — турецкая дзюдоистка. Участница различных международных турниров по дзюдо. Представляла сборную Турции на Летних Олимпийских играх 2016 года.

## Спортивная карьера
Дилара Локманхеким родилась 18 апреля 1994 года в Анталье, Турция. У Дилары также есть младшая сестра.
Окончила колледж физического воспитания и спорта при университете Бюлент Эджевит в Зонгулдаке.
Дзюдо стала заниматься в школе, участие в первом для себя соревновании приняла в 2005 году. В 2013 году на тренировке получила серьезную травму колена и перенесла операцию.
С 2009 по 2010 год завоевала пять медалей (1 золотая, 1 серебряная и три бронзовых) на кадетском кубке Европы, проходящих в Стамбуле, Щирке, Анталье и Теплице.
В 2011 году завоевала золотую и серебряную медаль на Кубке Европы до 20 лет, проходящих в Праге и Берлине. Также завоевала бронзу Кубка Европы среди юниоров в Стамбуле.
Локманхеким выиграла два титула среди юниоров на чемпионатах Европы 2012 и 2014 годов и еще один титул в категории до 23 лет в 2012 году. 
Локманхейм стала серебряным призером чемпионата мира среди юниоров 2014 года во Флориде, США.
В 2015 году выиграла золотую медаль на Гран-при IJF, проходившем в Загребе, Хорватия. 
На Открытом чемпионате Европы в Праге 2015, Чехия, завоевала бронзовую медаль
Завоевала бронзовую медаль на Мастерсе, который проходил в Рабате, Марокко.
Дилара заняла 7-е место на Европейских играх 2015 года в Баку, Азербайджан.
На турнире Большого шлема по дзюдо в Абу-Даби в 2015 году завоевала бронзовую медаль. 
Завоевала бронзовую медаль на Гран-при IJF 2015 года в Чеджу, Южная Корея.
Стала бронзовым призером чемпионата Европы по дзюдо 2016 года в Казани, Россия.
В 2016 году приняла участие на Летних Олимпийских играх 2016 года. 
На турнире приняла участие в соревнованиях в весе до 48 кг. В 1/16 финала встретилась с дзюдоисткой из Мексики Эдной Коррильей, но проиграла ей прекратив свое выступление на соревновании, заняв итоговое 17 место.